# حمامة السلام (فلم)
حمامة السلام فيلم مصري تم إنتاجه عام 1948، من تأليف يوسف جوهر وإخراج حلمي رفلة و بطولة كمال الشناوي وشادية.

## فريق العمل
إخراج: حلمي رفلة
تأليف: يوسف جوهر
طاقم العمل:
- كمال الشناوي
- شادية
- هاجر حمدي
- ماري منيب
- حسن فايق
- عبد السلام النابلسي

## روابط خارجية
- مقالات تستعمل روابط فنية بلا صلة مع ويكي بيانات